# جوزيف لامبرت
جوزيف لامبرت (بالفرنسية: Joseph Lambert)‏ (و. 1824 – 1873 م) هو دبلوماسي فرنسي، توفي في موهيلي، عن عمر يناهز 49 عاماً.